# Jurga Ivanauskaitė
Jurga Ivanauskaitė (Vilnius, 14 november 1961 - Vilnius, 17 februari 2007) was een Litouws schrijver.
Ivanauskaitė studeerde aan de Vilnius Kunstacademie waar in 1985 haar eerste boek werd uitgegeven, The Year of the Lilies of the Valley (Het Jaar van de Lelies van de Vallei). Zij publiceerde vervolgens zes romans, een kinderboek en een boek met essays. Haar werken zijn vertaald in verschillende talen zoals Engels, Lets, Pools, Russisch, Duits en Zweeds.
Na haar bezoek aan het Verre Oosten werd ze een actief aanhanger van de Internationale Tibetaanse vrijheidsbeweging.
Ze overleed op 45-jarige leeftijd aan een weke-delentumor en is begraven op de Antakalnisbegraafplaats.
- Bibliothèque nationale de France: cb15534563k (data)
- Gemeinsame Normdatei: 124035078
- International Standard Name Identifier: 0000 0000 7983 506X
- Library of Congress Control Number: no96002692
- Nationale Bibliotheek van Letland: 000022348
- Nationale Bibliotheek van Tsjechië: xx0053529
- Nederlandse Thesaurus van Auteursnamen: 298002663
- LIBRIS: 335561
- Système universitaire de documentation: 079735916
- Virtual International Authority File: 12616035
- WorldCat: E39PBJcGmdxrr7dMbh6j6ygBT3